# حافظ نور
حافظ نور (22 أغسطس 1988 بسنغافورة - ) هو لاعب كرة قدم سنغافوري في مركز الوسط. شارك مع منتخب سنغافورة لكرة القدم. أما مع النوادي، فقد لعب مع تانجونغ باغار يونايتد ونادي غيلانغ إنترناشونال ونادي هوم يونايتد.

## روابط خارجية
- حافظ نور على موقع قاعدة بيانات كرة القدم.إي يو (الإنجليزية)
- حافظ نور على موقع ناشيونال فوتبول تيمز (الإنجليزية)
- حافظ نور على موقع Soccerway.com (الإنجليزية)